# First State
First State (* 1981; bürgerlicher Name Sander van der Waal) ist ein niederländischer Trance-DJ und Musikproduzent. Er ist auch unter dem Pseudonym Sander van Dien bekannt. Ursprünglich war First State ein Trance-Duo, aber Ralph Barendse verließ das Projekt im Mai 2009.

## Biographie
Im Jahr 2005 gründete Sander van Dien zusammen mit Ralph Barendse das Trance-Projekt First State und veröffentlichte eine gleichnamige Single beim Label In Trance We Trust, einem Sublabel von Black Hole Recordings. Die Single erhielt viel Support von Tiësto und wurde schließlich ein großer Erfolg. In der Folge bezog das Duo ein gemeinsames Studio in Dordrecht und produzierte weitere Tracks unter dem Namen First State und begleitete Tiësto auf seiner Tournee als Supporting Act. 2007 erschien ihr Album Time Frame bei Black Hole Recordings.
Im Mai 2009 entschloss sich Barendse das Projekt First State zu verlassen und sich auf seine Solokarriere zu konzentrieren. Seither produziert Sander van Dien alleine unter diesem Namen. 2009 startete First State auch mit seiner Radiosendung Crossroads. 2010 erschien das Soloalbum Changing Lanes.

## Diskographie

### Alben
- 2007: Time Frame
- 2010: Changing Lanes

### Singles
- 2005: First State
- 2007: Falling (feat. Anita Kelsey)
- 2008: Your Own Way (feat. Elliot Johns)
- 2008: Sierra Nevada
- 2009: Off the Radar
- 2010: Brave (feat. Sarah Howells)
- 2010: Cross the Line (feat. Relyk)
- 2010: As You Were
- 2010: Cape Point
- 2011: Reverie (feat. Sarah Howells)
- 2011: Skies On Fire (feat. Sarah Howells)

### Remixe (Auswahl)
- 2005: Solarstone – Eastern Sea
- 2006: Midway – Cobra
- 2007: Tiësto – Ten Seconds Before Sunrise
- 2008: 4 Strings – Catch a Fall
- 2008: Armin van Buuren – Unforgivable
- 2009: Bobina feat. Tiff Lacey – Where Did You Go?
- 2009: 3 Drives – Greece 2000 (Sander van Dien Remix)
- 2009: Jonas Steur feat. Julie Thompson – Cold Winds
- 2009: Mac & Mac – Solid Session
- 2009: Filo & Peri – Ashley
- 2009: Dash Berlin feat. Emma Hewitt – Waiting
- 2010: Dash Berlin feat. Solid Sessions – Janeiro
- 2010: Tiesto feat. Teagan & Sara – Feel It In My Bones
- 2010: George Acosta feat. Fisher – Love Rain Down
- 2010: Robbie Rivera feat. Lizzy Curious – Departures